# Gran Premi d'Alemanya del 2012
El Gran Premi d'Alemanya de Fórmula 1 de la temporada 2012 s'ha disputat al Circuit de Nürburgring, del 20 al 22 de juliol del 2012.

## Resultats de la qualificació
| Pos                                   | No | Pilot              | Constructor           | Part 1   | Part 2   | Part 3   | Sortida |
| ------------------------------------- | -- | ------------------ | --------------------- | -------- | -------- | -------- | ------- |
| 1                                     | 5  | Fernando Alonso    | Ferrari               | 1:16.073 | 1:38.521 | 1:40.621 | 1       |
| 2                                     | 1  | Sebastian Vettel   | Red Bull-Renault      | 1:16.393 | 1:38.309 | 1:41.026 | 2       |
| 3                                     | 2  | Mark Webber        | Red Bull-Renault      | 1:16.500 | 1:39.382 | 1:41.496 | 81      |
| 4                                     | 7  | Michael Schumacher | Mercedes GP           | 1:16.686 | 1:38.010 | 1:42.459 | 3       |
| 5                                     | 12 | Nico Hülkenberg    | Force India-Mercedes  | 1:16.271 | 1:39.467 | 1:43.501 | 4       |
| 6                                     | 18 | Pastor Maldonado   | Williams-Renault      | 1:16.181 | 1:38.731 | 1:43.950 | 5       |
| 7                                     | 3  | Jenson Button      | McLaren-Mercedes      | 1:16.507 | 1:38.659 | 1:44.113 | 6       |
| 8                                     | 4  | Lewis Hamilton     | McLaren-Mercedes      | 1:16.221 | 1:37.365 | 1:44.186 | 7       |
| 9                                     | 11 | Paul di Resta      | Force India-Mercedes  | 1:16.352 | 1:39.703 | 1:44.889 | 9       |
| 10                                    | 9  | Kimi Räikkönen     | Lotus F1 Team-Renault | 1:15.693 | 1:39.729 | 1:45.811 | 10      |
| 11                                    | 16 | Daniel Ricciardo   | Toro Rosso-Ferrari    | 1:16.516 | 1:39.789 |          | 11      |
| 12                                    | 15 | Sergio Pérez       | Sauber-Ferrari        | 1:15.726 | 1:39.933 |          | 172     |
| 13                                    | 14 | Kamui Kobayashi    | Sauber-Ferrari        | 1:16.481 | 1:39.985 |          | 12      |
| 14                                    | 6  | Felipe Massa       | Ferrari               | 1:16.265 | 1:40.212 |          | 13      |
| 15                                    | 10 | Romain Grosjean    | Lotus F1 Team-Renault | 1:16.685 | 1:40.574 |          | 191     |
| 16                                    | 19 | Bruno Senna        | Williams-Renault      | 1:16.426 | 1:40.752 |          | 14      |
| 17                                    | 8  | Nico Rosberg       | Mercedes GP           | 1:15.988 | 1:41.551 |          | 211     |
| 18                                    | 17 | Jean-Éric Vergne   | Toro Rosso-Ferrari    | 1:16.741 |          |          | 15      |
| 19                                    | 20 | Heikki Kovalainen  | Caterham-Renault      | 1:17.620 |          |          | 16      |
| 20                                    | 21 | Vitali Petrov      | Caterham-Renault      | 1:18.531 |          |          | 18      |
| 21                                    | 25 | Charles Pic        | Marussia-Cosworth     | 1:19.220 |          |          | 20      |
| 22                                    | 24 | Timo Glock         | Marussia-Cosworth     | 1:19.291 |          |          | 22      |
| 23                                    | 22 | Pedro de la Rosa   | HRT-Cosworth          | 1:19.912 |          |          | 23      |
| 24                                    | 23 | Narain Karthikeyan | HRT-Cosworth          | 1:20.230 |          |          | 24      |
| Temps per la regla del 107%: 1:20.991 |    |                    |                       |          |          |          |         |

Notes:
^1  — Romain Grosjean, Nico Rosberg i Mark Webber han estat penalitzats amb 5 posicions a la graella de sortida per haver canviat la caixa de canvi abans de la cursa.
^2  — Sergio Pérez ha estat penalitzat amb 5 posicions per haver molestat Fernando Alonso i Kimi Räikkönen a la segona sessió de qualificació.

## Resultats de la Cursa
| Pos     | No | Pilot              | Constructor           | Voltes | Temps / Retirada | Pos.Sortida | Punts |
| ------- | -- | ------------------ | --------------------- | ------ | ---------------- | ----------- | ----- |
| 1       | 5  | Fernando Alonso    | Ferrari               | 67     | 1h 31' 05. 862   | 1           | 25    |
| 2       | 3  | Jenson Button      | McLaren-Mercedes      | 67     | + 6.931 s        | 6           | 18    |
| 3       | 9  | Kimi Räikkönen     | Lotus F1 Team-Renault | 67     | + 16.409 s       | 10          | 15    |
| 4       | 14 | Kamui Kobayashi    | Sauber-Ferrari        | 67     | + 21.925 s       | 12          | 12    |
| 5       | 1  | Sebastian Vettel   | Red Bull-Renault      | 67     | + 23.732 s1      | 2           | 10    |
| 6       | 15 | Sergio Pérez       | Sauber-Ferrari        | 67     | + 27.896 s       | 17          | 8     |
| 7       | 7  | Michael Schumacher | Mercedes GP           | 67     | + 28.970 s       | 3           | 6     |
| 8       | 2  | Mark Webber        | Red Bull-Renault      | 67     | + 46.941 s       | 8           | 4     |
| 9       | 12 | Nico Hülkenberg    | Force India-Mercedes  | 67     | + 48.162 s       | 4           | 2     |
| 10      | 8  | Nico Rosberg       | Mercedes GP           | 67     | + 48.889 s       | 21          | 1     |
| 11      | 11 | Paul di Resta      | Force India-Mercedes  | 67     | + 59.227 s       | 9           |       |
| 12      | 6  | Felipe Massa       | Ferrari               | 67     | + 1' 11.428 min. | 13          |       |
| 13      | 16 | Daniel Ricciardo   | Toro Rosso-Ferrari    | 67     | + 1' 16.829 min. | 11          |       |
| 14      | 17 | Jean-Éric Vergne   | Toro Rosso-Ferrari    | 67     | + 1' 16.965 min. | 15          |       |
| 15      | 18 | Pastor Maldonado   | Williams-Renault      | 66     | + 1 Volta        | 5           |       |
| 16      | 21 | Vitali Petrov      | Caterham-Renault      | 66     | + 1 Volta        | 18          |       |
| 17      | 19 | Bruno Senna        | Williams-Renault      | 66     | + 1 Volta        | 14          |       |
| 18      | 10 | Romain Grosjean    | Lotus F1 Team-Renault | 66     | + 1 Volta        | 19          |       |
| 19      | 20 | Heikki Kovalainen  | Caterham-Renault      | 65     | + 2 Voltes       | 16          |       |
| 20      | 25 | Charles Pic        | Marussia-Cosworth     | 65     | + 2 Voltes       | 20          |       |
| 21      | 22 | Pedro de la Rosa   | HRT-Cosworth          | 64     | + 3 Voltes       | 23          |       |
| 22      | 24 | Timo Glock         | Marussia-Cosworth     | 64     | + 3 Voltes       | 22          |       |
| 23      | 23 | Narain Karthikeyan | HRT-Cosworth          | 64     | + 3 Voltes       | 24          |       |
| Ret     | 4  | Lewis Hamilton     | McLaren-Mercedes      | 56     | Suspensions      | 7           |       |
| Source: |    |                    |                       |        |                  |             |       |

Notes:
^1  — Sebastian Vettel va ser penalitzat amb 20 segons un cop finalitzada la cursa (l'equivalent a un drive-through) per un avançament il·legal a Jenson Button a la volta 66, baixant de la segona a la cinquena posició final

## Classificació del mundial després de la cursa
| Pos | Pilot            | Punts |
| --- | ---------------- | ----- |
| 1   | Fernando Alonso  | 154   |
| 2   | Mark Webber      | 120   |
| 3   | Sebastian Vettel | 110   |
| 4   | Kimi Räikkönen   | 98    |
| 5   | Lewis Hamilton   | 92    |

| Pos | Constructor           | Punts |
| --- | --------------------- | ----- |
| 1   | Red Bull-Renault      | 230   |
| 2   | Ferrari               | 177   |
| 3   | McLaren-Mercedes      | 160   |
| 4   | Lotus F1 Team-Renault | 159   |
| 5   | Mercedes GP           | 105   |

- Nota: Només s'inclouen els 5 primers de cada classificació. Per veure-la completa aneu a Temporada 2012 de Fórmula 1

## Altres
- Pole: Fernando Alonso 1' 40. 621
- Volta ràpida: Michael Schumacher 1' 18. 725 (a la volta 58)